# ستيفان يوهانسون (حكم)
ستيفان يوهانسون (بالسويدية: Stefan Johannesson)‏ (مولود في 22 نوفمبر 1971) هو حكم كرة قدم سويدي ويقيم حاليا في تيبي. ومنذ عام 2003، كان محليا دوليا كاملا للاتحاد الدولي لكرة القدم. وأصبح حكماً مهنياً في عام 1994، كما أنه كان حكمًا في الدوري السويدي الممتاز منذ عام 2001. وقد قام بتحكيم 235 مباراة في الدوري السويدي الممتاز، و32 مباراة في الدرجة الأولى، و79 مباراة دولية اعتبارا من عام 2014.

## روابط خارجية
- ستيفان يوهانسون على موقع Soccerway.com (الإنجليزية)